# 天主教蒙特里亞教區
天主教蒙特里亞教區（拉丁語：Dioecesis Monteriensis）是哥倫比亞一個羅馬天主教教區，屬卡塔赫納總教區。
教區成立於1954年11月20日，位於科爾多瓦省北部。2004年有教友1,310,000人，佔轄區總人口86.8%。教區下轄七十四個堂區，有六十八名司鐸。現任教區主教為拉蒙·阿尔波特·罗隆·古斯帕。